# پاکسیلین
پاکسیلین (به انگلیسی: Paxilline) یک ترکیب شیمیایی با شناسه پاب‌کم ۱۰۵۰۰۸ است. که جرم مولی آن ۴۳۵٫۵۶ g/mol می‌باشد. 